# Бібліотека Маріу де Андраде
Бібліотека Маріо де Андраде (порт. Biblioteca Mário de Andrade, BMA) — головна публічна бібліотека міста Сан-Паулу, Бразилія. Вона була заснована в 1925 році, частково на основі клекції Муніципальної Ради Сан-Паулу та з часом стала одною з найважливіших культурних установ Бразилії. Бібліотека була названа на ім'я бразильського письменника-модерніста Маріу де Андраде. Її будівля, розташована в Центральній зоні (історичному центрі) Сан-Паулу, є відомим прикладом стилю арт деко у місті.
В бібліотеці розміщена друга ро розміром колекція книжок країни — після Національної бібліотеки в Ріо-де-Жанейро, BMA є зібранням всіх культурно-історичних документів маста та штату Сан-Паулу. Колекція бібліотеки становить близько 3,3 млн назв зі всіх дисциплін людських знань, з великою колекцією інкунабул, рукописів, бразиліан, гравюр, мап та інших рідкісних творів, переважно 15-19 століть.

## Ресурси Інтернету
- Офіційний сайт бібліотеки (порт.)
- Tesouros da Cidade — віртуальний каталог бібліотеки (порт.)
- Catálogo Eletrônico — віртуальний каталог муніципальної системи бібліотек (порт.)